# Kothlehen (Isen)
Kothlehen ist ein Gemeindeteil des Marktes Isen im oberbayerischen Landkreis Erding.

## Lage

Kothlehen von Nordost

Kothlehen, Remise

Die Einöde Kothlehen liegt 1,7 Kilometer nordwestlich des Isener Marktplatzes in der Gemarkung Westach.

## Geschichte
Kothlehen wurde 1537 erstmals erwähnt. Der Ort gehörte ursprünglich zur Obmannschaft Bachleiten in der freisingischen Herrschaft Burgrain. Durch die Säkularisation gelangte die Herrschaft Burgrain in den Besitz Kurpfalz-Bayerns (ab 1806 Königreich Bayern). Seit dem bayerischen Gemeindeedikt von 1818 war Kothlehen ein Teil der Gemeinde Westach. Im Rahmen der bayerischen Gebietsreform von 1972 schloss sich die damalige Gemeinde Westach am 1. April 1971 dem Markt Isen an.

## Bevölkerungsentwicklung
Kothlehen bestand im Jahr 1739 aus 1 Anwesen. Um 1871 gab es dort fünf Einwohner. In der Nachkriegszeit des Zweiten Weltkriegs stieg die Bevölkerung vorübergehend auf 17 Einwohner. Im Mai 1987 lebten dort sieben Einwohner in einem Wohngebäude.
| Jahr      | 1871 | 1925 | 1950 | 1970 | 1987 |
| Einwohner | 5    | 7    | 17   | 5    | 7    |